# 霍多什·伊姆赖
霍多什·伊姆赖（匈牙利語：Hódos Imre，1928年1月10日—1989年4月23日），匈牙利男子摔跤运动员。他曾代表匈牙利参加1952年、1956年和1960年夏季奥林匹克运动会摔跤比赛，获得一枚金牌。